# Katastrofa kolejowa pod Stéblovą
Katastrofa kolejowa pod Stéblovą – katastrofa kolejowa, do której doszło 14 listopada 1960 w pobliżu stacji Stéblová, położonej na linii kolejowej Pardubice – Liberec. Najtragiczniejsza katastrofa kolejowa na terytorium Czechosłowacji (oraz dzisiejszych Czech).

## Pociągi uczestniczące w zderzeniu
- Pociąg osobowy nr 608 relacji Liberec – Hradec Králové – Pardubice prowadzony lokomotywą parową serii 354.7 składający się z 12 wagonów. Obsługa: maszynista, palacz, kierownik pociągu, starszy konduktor, młodszy konduktor, pocztowiec.
- Pociąg osobowy nr 653 relacji Pardubice – Hradec Králové prowadzony wagonem motorowym serii M 131.1, za którym znajdowały się 4 wagony osobowe. Na końcu pociągu znajdował się kolejny wagon motorowy serii M 131.1. Obsługa: dwóch maszynistów, kierownik pociągu, konduktor.

Oba jadące jednotorową linią pociągi według rozkładu jazdy miały minąć się na stacji Stéblová, położonej w odległości 9,6 km od stacji Pardubice i 12,8 km od stacji Hradec Králové.

## Przed katastrofą

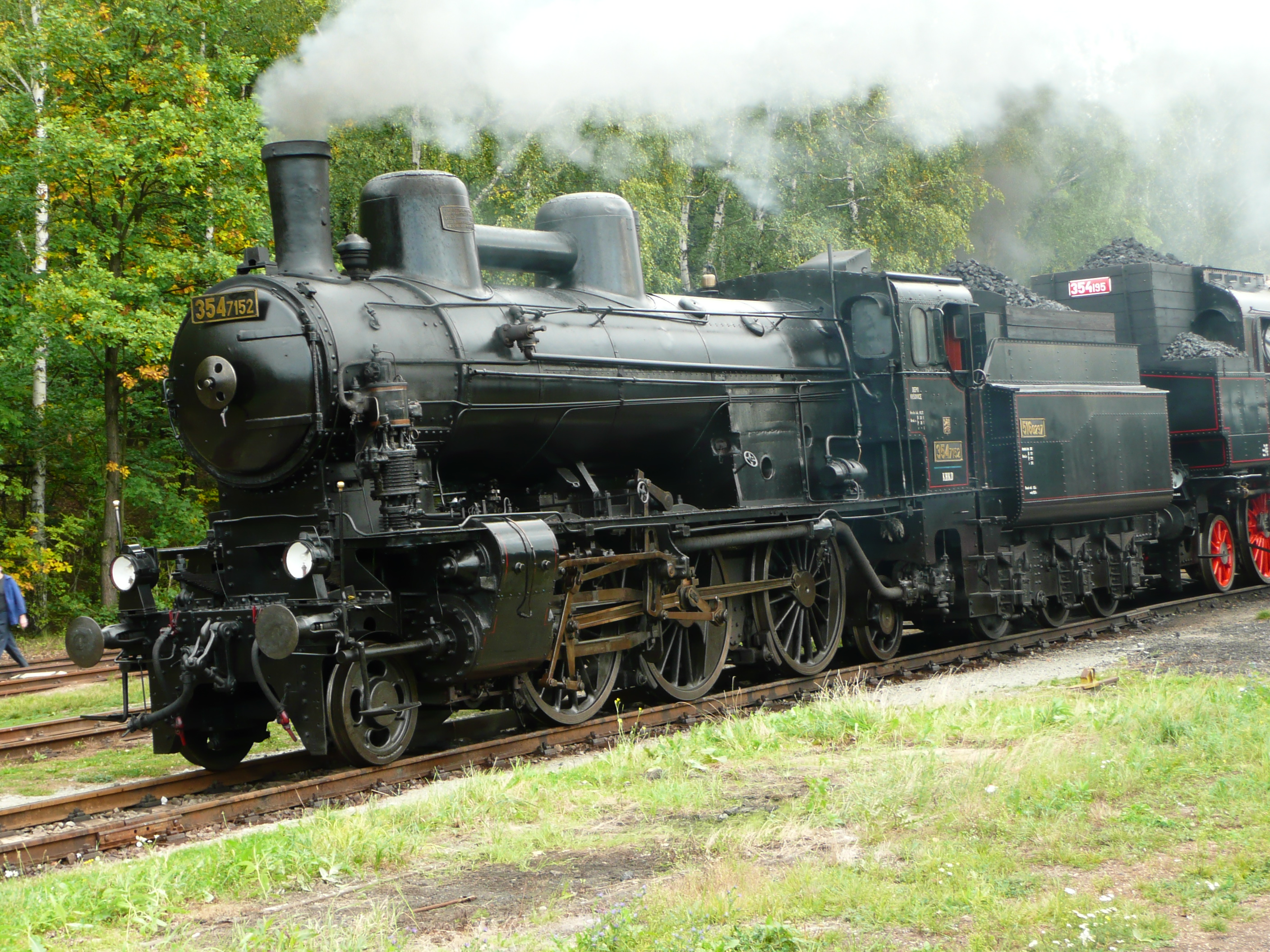
Lokomotywa serii 354.7

Pociąg osobowy nr 653 wyjechał z Pardubic o 17:22, z opóźnieniem 1 minuty. Pociąg osobowy nr 608 wyjechał z Hradca Králové o 17:25, z opóźnieniem 7 minut. O 17:35 dyżurny ruchu stacji Stéblová ustawił dla pociągu 608 drogę przebiegu na torze nr 1. Pociąg osobowy nr 608 wjechał na stację o 17:40. Dyżurny wyszedł z nastawni, po chwili jednak wrócił tam, aby ustawić drogę przebiegu dla pociągu nr 653. Dokładny przebieg wydarzeń, które potem nastąpiły, nigdy nie został ustalony, pomimo że miałoby to kluczowe znaczenie dla wyjaśnienia przyczyn katastrofy. Z ostatniego wagonu wysiadł starszy konduktor, z jednego ze środkowych wagonów – młodszy konduktor. Było ciemno, mgła ograniczała widoczność do 50 m. Starszy konduktor zeznał później, że widział zielone światło, które wziął za sygnał od dyżurnego ruchu oznaczający „pozwolenie na odjazd”. Przekazał więc młodszemu konduktorowi sygnał „odjazd”. Młodszy konduktor, pomimo że sam nie widział zielonego światła, przekazał sygnał odjazdu obsłudze lokomotywy. Sygnał od konduktora otrzymał też kierownik pociągu, który również najprawdopodobniej nie widział żadnego światła od dyżurnego ruchu. Niektórzy podróżni zeznali później, że widzieli jakieś zielone światło, nie byli jednak tego pewni.
Źródło zielonego światła (jeśli takie rzeczywiście było) nigdy nie zostało ustalone. Mogło ono pochodzić z latarki młodszego konduktora, jednego ze zwrotniczych, przypadkowego pieszego lub rowerzysty. Maszynista (który również nie widział zielonego światła) ruszył. Palacz dorzucał akurat węgiel i zgłaszał niedobór wody, nie zauważył więc semafora wyjazdowego ustawionego w pozycji „stój”, mimo że było to jego obowiązkiem. Maszynista z kolei również nie zauważył ani semafora, ani ustawienia zwrotnicy nr 1 (która była ustawiona pod jadący z naprzeciwka pociąg 653 do zjazdu na tor nr 2). Przejeżdżający pociąg „rozpruł” tak ustawioną zwrotnicę. Maszynista, który pamiętał, że na stacji Stéblová powinien minąć się z jadącym z naprzeciwka pociągiem nr 653 założył, że tym razem nastąpi to na położonej 7 km dalej stacji Rosice nad Labem.
Dyżurny ruchu, gdy zobaczył, że pociąg nr 608 rusza, wybiegł z nastawni i zaczął dawać sygnały „stój” latarką i gwizdkiem. Starszy konduktor, który przy odjeździe powinien wypatrywać sygnałów ze stacji, sprawdzał jednak w tym momencie bilety podróżnym. Jeden ze zwrotniczych próbował dogonić pociąg rowerem, jednak się to nie udało. Dyżurny próbował jeszcze telefonicznie połączyć się z obsługą szlabanu na przejeździe kolejowo-drogowym między Stéblovą a pobliskim Semtínem, jednak tamtejszy dróżnik odebrał połączenie dopiero po przejechaniu pociągu.

## Zderzenie

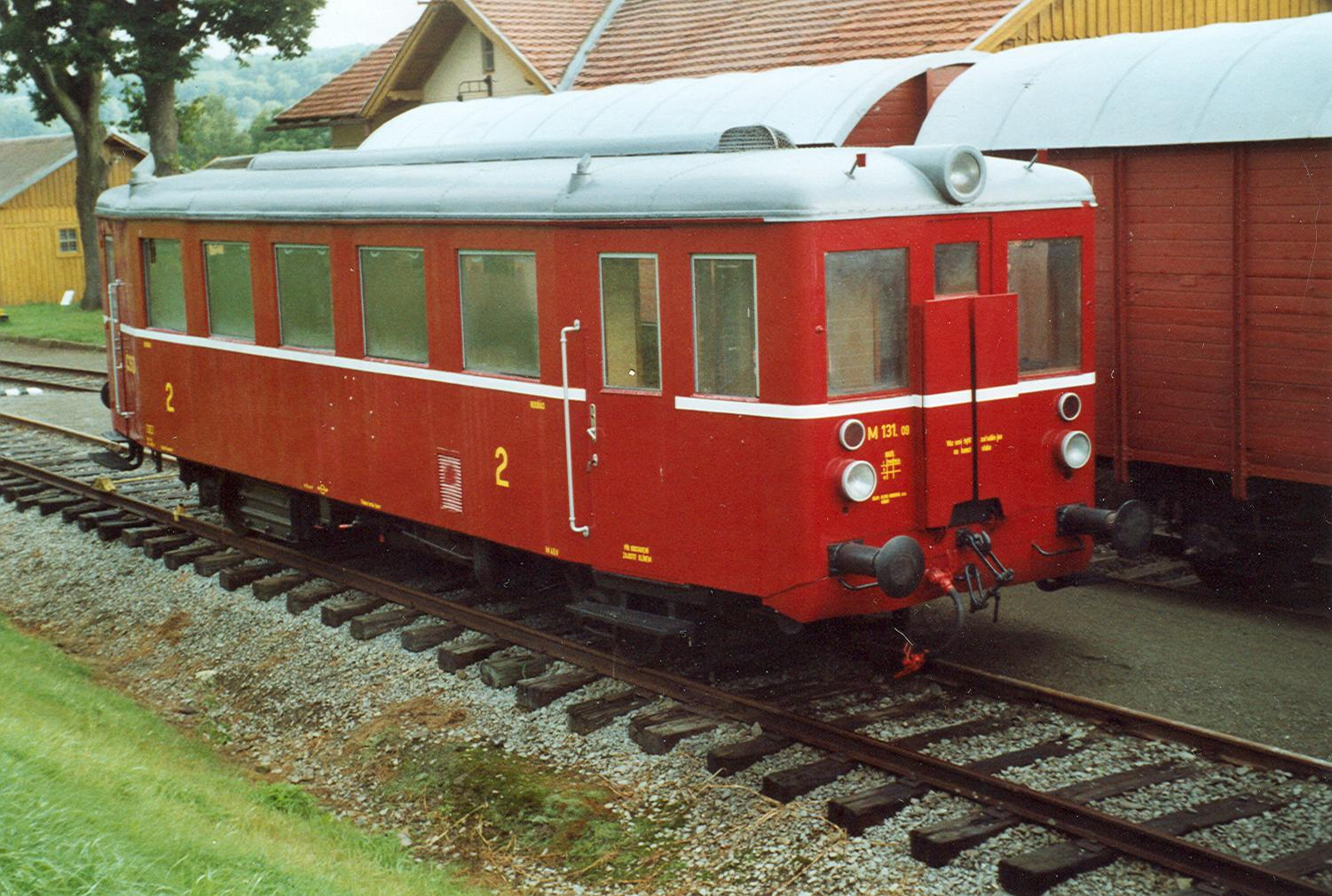
Wagon motorowy serii M 131.1

Do zderzenia pociągów nr 608 i 653 doszło o godzinie 17:42 (niektóre źródła podają godzinę 17:44), 1500 m za stacją Stéblová. Pociąg nr 608 jechał z prędkością około 55 km/h, pociąg nr 653 – około 60 km/h. Obaj maszyniści usiłowali hamować, jednak było już za późno. Widoczność ograniczały ciemności.
Maszynista i palacz pociągu nr 608 wyszli z katastrofy bez szwanku, ponieważ ochronił ich długi kocioł parowozu. Pierwszy wagon (pocztowy) został poważnie uszkodzony, ale nie wykoleił się. Drugi wagon (bagażowy) ustawił się poprzecznie i zdemolował poprzedzający go wagon pocztowy. Trzeci wagon (osobowy) został niemal całkowicie zniszczony przez napierający z tyłu wagon czwarty (służbowy). To właśnie w trzecim wagonie było najwięcej ofiar śmiertelnych z całego pociągu nr 608. Również wagon czwarty i piąty (osobowy) zostały poważnie uszkodzone. Pozostałe wagony (w liczbie 7) były uszkodzone lekko lub nie zostały uszkodzone.
Pociąg nr 653 został uszkodzony o wiele bardziej. Pierwszy wagon motorowy został uniesiony ponad czołem lokomotywy parowej. Zniszczone zostały też cztery wagony doczepne. Tylny wagon motorowy oderwał się od reszty pociągu i pozostał na torach.
Aby zapobiec wybuchowi kotła parowozu, jego obsługa wysypała z paleniska rozżarzony węgiel, który jednak zapalił wydostający się z rozbitego wagonu motorowego olej napędowy. Płomienie powstałego w ten sposób pożaru sięgały 4 metrów. Pożar ten jeszcze bardziej zwiększył liczbę ofiar.

## Akcja ratunkowa
Akcja ratunkowa została rozpoczęta około godziny 18:00. Brało w niej udział pogotowie ratunkowe z Hradca Králové i Pardubic, funkcjonariusze formacji Veřejná bezpečnost (odpowiednik polskiej Milicji Obywatelskiej), żołnierze pobliskich jednostek wojskowych oraz miejscowa ludność. Zorganizowano polowy punkt opatrunkowy. Na miejsce przyjechały pociągi ratownicze i dźwigi kolejowe, które miały uwolnić uwięzionych w rozbitych wagonach, a następnie uprzątnąć torowisko. Większość żywych poszkodowanych udało się uwolnić do godziny 20:00, ostatnia żywa osoba była znaleziona około godziny 23:00, zmarła jednak w czasie transportu do szpitala. Usuwanie wraków z torowiska zakończono dopiero o 11:30 następnego dnia, godzinę później przejechał tamtędy pierwszy rozkładowy pociąg. W sumie katastrofa wstrzymała ruch 5 pociągów pospiesznych, 21 osobowych i 7 towarowych.
Zginęło 118 osób, 110 odniosło ciężkie obrażenia (niektóre źródła podają liczbę 110 zabitych i 106 ciężko rannych). Niektórych ciał nie udało się zidentyfikować, 3 ciał nie znaleziono. Szkody materialne wyceniono na 477 tys. ówczesnych koron.

## Następstwa

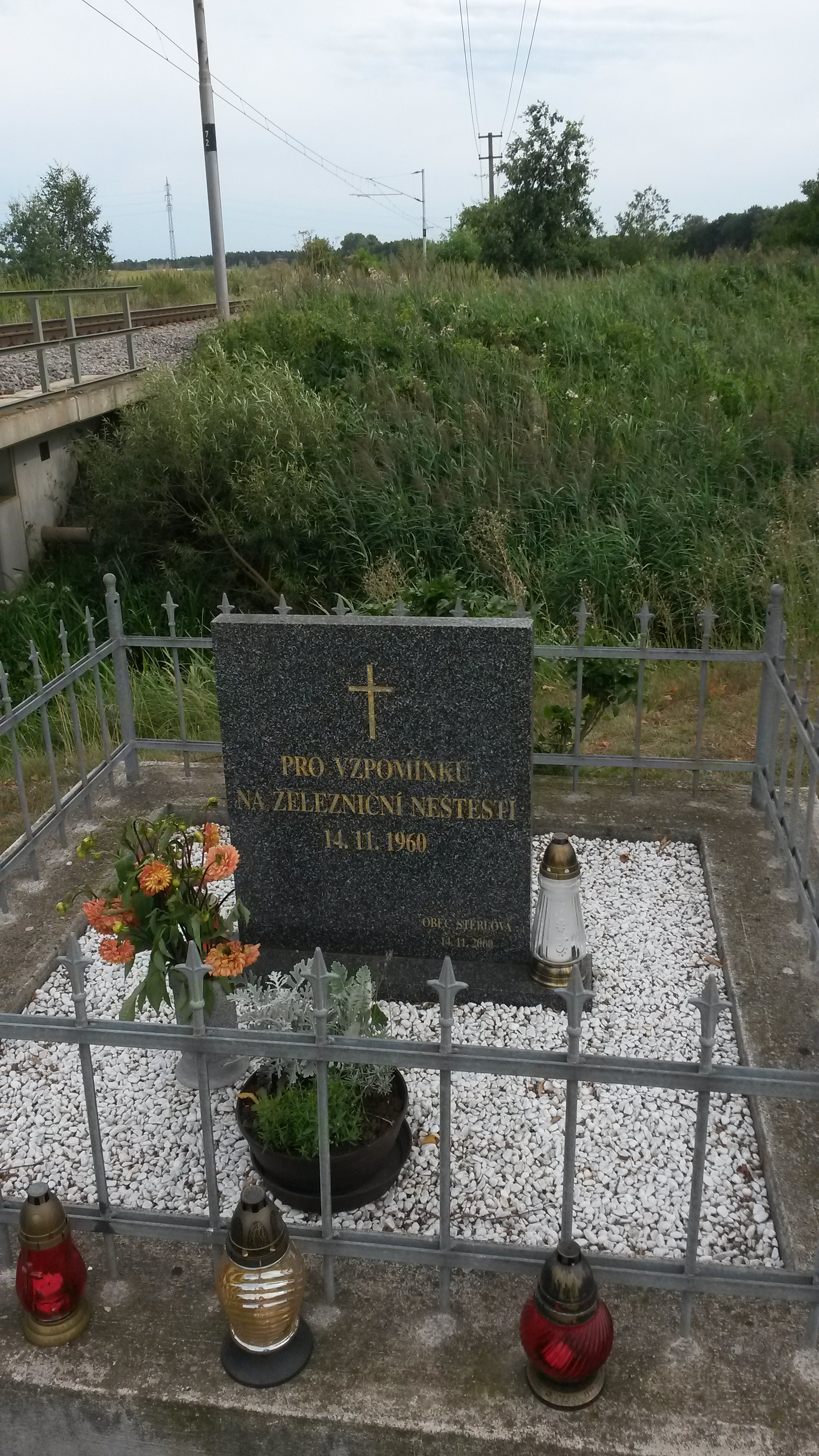
Granitowa tablica upamiętniająca ofiary, ustanowiona w 40 rocznicę na miejscu katastrofy (2000)

Śledztwo mające wyjaśnić przyczyny katastrofy rozpoczęto jeszcze tej samej nocy. Powołano komisję śledczą, która 30 listopada wydała oświadczenie, w którym wykazała rażące naruszenia podstawowych zasad ruchu kolejowego. Proces winnych tych zaniedbań przebiegał w dniach 8–11.02.1961. Członków obsługi pociągu nr 608 skazano na:
- kierownika pociągu na 5,5 roku więzienia
- maszynistę na 4,5 roku więzienia (został zwolniony po 3 latach)
- starszego konduktora na 4 lata więzienia
- palacza na 1,5 roku więzienia
- młodszego konduktora na 1 rok więzienia w zawieszeniu

Ponadto wszyscy skazani dostali zakaz wykonywania swojego zawodu na kilka lat. Z całej obsługi nie był sądzony jedynie pocztowiec.
W miejscu katastrofy ustawiono krzyż, który w roku 2000 zastąpiono granitową tablicą.